# Helmut Sattler
Helmut Sattler (* 25. August 1934; † 13. Juni 2020), gerufen „Scheppe“, war ein deutscher Fußballspieler, der als Spieler von Kickers Offenbach in den Jahren 1954 bis 1963 in der Oberliga Süd 213 Spiele bestritten hat.

## Laufbahn

### Verein, 1954 bis 1966
Mit 19 Jahren wechselte das Defensivtalent Helmut Sattler im Sommer 1954 von Teutonia Hausen in die Oberliga Süd zu Kickers Offenbach. Das erste Jahr benötigte er zur Gewöhnung an die gesteigerten Trainingsanforderungen, das Niveau der OFC-Mannschaft und der Leistungsstärke der Oberliga Süd. In der Oberligasaison 1954/55 – die Kickers gewannen die süddeutsche Meisterschaft – kam er lediglich am 22. Spieltag, beim 3:0-Heimsieg gegen Hessen Kassel am 20. Februar 1955, zu einem Einsatz. In der Endrunde um die deutsche Fußballmeisterschaft kam er dagegen in drei Spielen zum Zuge. Ab der zweiten Runde gehörte der anfangs Verteidiger spielende Abwehrspieler der Stammformation von Trainer Paul Oßwald an. In der Runde 1955/56 bestritt Sattler alle 30 Spiele in der Oberliga. Im Jahre 1957 konnten die Offenbacher die Vizemeisterschaft im Süden erringen und zogen damit wieder in die Endrunde ein. Als linker Verteidiger stand Sattler im Qualifikationsspiel gegen Holstein Kiel wie in den drei Gruppenspielen gegen Borussia Dortmund, Hertha BSC und den 1. FC Kaiserslautern für den OFC auf dem Rasen. Bei der zweiten Vizemeisterschaft 1959 war „Scheppe“ in 29 Spielen in der Oberliga Süd als Mittelläufer und Abwehrchef aufgelaufen. In der Endrunde setzte sich das Team vom Bieberer Berg gegen den Hamburger SV, Westfalia Herne und Tasmania Berlin durch und zog damit in das Endspiel um die deutsche Fußballmeisterschaft 1959 ein. Ohne den Abwehrchef „Scheppe“ Sattler, er hatte beim 3:2-Sieg am 13. Juni 1959 gegen Tasmania Berlin einen Platzverweis erhalten, mussten die Offenbacher das Finale am 28. Juni in Berlin gegen den Lokalrivalen Eintracht Frankfurt bestreiten. Das dramatische Endspiel endete mit einem 5:3-Erfolg nach Verlängerung für die jetzt von Paul Oßwald trainierte Eintracht. Frankfurts Mittelstürmer Eckehard Feigenspan gelangen dabei drei Treffer. In den zwei Begegnungen in der Oberligarunde hatten sich die Kontrahenten jeweils unentschieden – in Offenbach 1:1, in Frankfurt 2:2 – getrennt. In beiden Spielen dirigierte Helmut Sattler erfolgreich die Abwehr der Offenbacher.
Die dritte Vizemeisterschaft folgte im Jahre 1960, wiederum war Sattler in 29 Oberligaspielen zum Einsatz gekommen.
Nach zwei vierten Plätzen in den Runden 1961 und 1962 schloss Offenbach das Kapitel Oberliga Süd mit dem siebten Rang in der Saison 1962/63 ab. Der DFB reihte die Offenbacher Kickers zur Runde 1963/64 nicht in die neu installierte Fußball-Bundesliga ein.
Sattler blieb in Offenbach und kam in den ersten zwei Runden der Regionalliga Süd von 1963 bis 1965 auf 70 Einsätze. Die Kickers belegten jeweils den undankbaren dritten Tabellenplatz und konnten trotz des Durchbruchs der neuen Stürmerhoffnung Sigfried Held nicht in die Aufstiegsrunde zur Bundesliga einziehen.
Im Jahre 1966 wechselte der Routinier als Spielertrainer zur SG Arheilgen. Als Trainer war er später auch noch beim FV Sprendlingen 06 und langjährig in der Jugendabteilung von Kickers Offenbach tätig.

### Auswahlspiele, 1954 bis 1957
Am 30. Mai 1954 bestritt er zusammen mit seinem Mannschaftskameraden Ernst Wade in Longwy beim 0:0-Unentschieden ein Länderspiel in der Fußballnationalmannschaft der Amateure. In nicht so guter Erinnerung blieb ihm sein Einsatz am 25. September 1955 in Laibach gegen Jugoslawien in der B-Nationalmannschaft. Trotz der Mitstreiter vom Hamburger SV – Horst Schnoor, Uwe Seeler, Klaus Stürmer – und der Internationalen Herbert Schäfer und Willi Schröder hagelte es eine Rekordniederlage von 0:8 Toren auf die DFB-Mannschaft herab. Mit der Stadtauswahl Frankfurt/Offenbach kam er 1955 und 1957 im Messepokal in den zwei Spielen gegen die Stadtauswahl von London zum Einsatz.